# Yoshio Koide
Yoshio Koide (japanisch 小出 義夫, Koide Yoshio; * 16. Mai 1942 in Kanazawa, Japan) ist ein japanischer Physiker, der vor allem für die nach ihm benannte Koide-Formel bekannt ist.

## Koide-Formel
Die 1983 von Koide veröffentlichte Koide-Formel stellt die Massen der drei Leptonen, nämlich des Elektrons, des Myons und des Tauons in Zusammenhang. Aufgefallen war, dass das Verhältnis der Summe der Massen der Leptonen zum Quadrat der Summe der Wurzeln der Massen mit großer Genauigkeit 2:3 beträgt.
{\displaystyle {\frac {\;m_{e}+m_{\mu }+m_{\tau }\;}{\left(\,{\sqrt {m_{e}\,}}+{\sqrt {m_{\mu }\,}}+{\sqrt {m_{\tau }\,}}\,\right)^{2}}}={\frac {\,2\,}{3}}~,}
Der Grund dafür ist bis heute (Stand 2022) unbekannt.